# 舊比洛烏斯
51°29′17″N 31°12′49″E / 51.48806°N 31.21361°E
舊比洛烏斯（烏克蘭語：Старий Білоус）是位於烏克蘭北部切爾尼希夫州裏切爾尼希夫區的村莊，始建於1634年，面積6.43平方公里，海拔高度120米，人口2,500，人口密度每平方公里388.9人。